# Ibirapitanga (kommun)
Ibirapitanga är en kommun i Brasilien.   Den ligger i delstaten Bahia, i den östra delen av landet, 900 km öster om huvudstaden Brasília. Antalet invånare är 22 610.
Följande samhällen finns i Ibirapitanga:
- Ibirapitanga

I omgivningarna runt Ibirapitanga växer i huvudsak städsegrön lövskog. Runt Ibirapitanga är det ganska glesbefolkat, med 36 invånare per kvadratkilometer.